# Cazenovia (Wisconsin)
Cazenovia es una villa ubicada en el condado de Richland en el estado estadounidense de Wisconsin. En el Censo de 2010 tenía una población de 318 habitantes y una densidad poblacional de 126,06 personas por km².

## Geografía
Cazenovia se encuentra ubicada en las coordenadas 43°31′31″N 90°12′15″O / 43.52528, -90.20417. Según la Oficina del Censo de los Estados Unidos, Cazenovia tiene una superficie total de 2.52 km², de la cual 2.35 km² corresponden a tierra firme y (6.78%) 0.17 km² es agua.

## Demografía
Según el censo de 2010, había 318 personas residiendo en Cazenovia. La densidad de población era de 126,06 hab./km². De los 318 habitantes, Cazenovia estaba compuesto por el 98.11% blancos, el 0% eran afroamericanos, el 0% eran amerindios, el 0.63% eran asiáticos, el 0% eran isleños del Pacífico, el 0% eran de otras razas y el 1.26% pertenecían a dos o más razas. Del total de la población el 1.57% eran hispanos o latinos de cualquier raza.